# Дубов, Николай Иванович
Никола́й Ива́нович Ду́бов (4 ноября 1910, Омск — 24 мая 1983, Киев) — русский советский писатель. Лауреат Государственной премии СССР (1970).

## Биография
Родился 22 октября (4 ноября) 1910 года в Омске в семье рабочего. Когда ему было 12 лет, семья переехала на Украину. С 1930 года работал разметчиком на судоремонтном заводе, был сотрудником заводской многотиражки. С 1933 сменил несколько городов, пробовал себя в разных профессиях (журналист, библиотекарь, заведующий клубом и др.), некоторое время учился на историческом факультете Ленинградского университета. В годы Великой Отечественной войны по состоянию здоровья не попал на фронт, работал на оборонном заводе.
С 1944 года жил в Киеве; работал в газете «Сталинское племя» (1944—1949), журнале «Советская Украина» (1949—1950). В эти же годы дебютировал в художественной литературе как драматург; его пьесы «У порога» (1948) и «Наступает утро» (1950) пользовались недолгим и локальным успехом. Начиная с 1950-х, основным направлением его творчества стала проза о юношестве и для юношества.
Писателя отличало неприятие поверхностно-оптимистичного подхода к жизни. В его произведениях наряду с честными и гуманными людьми действуют стяжатели и жулики, равнодушные чиновники и карьеристы, трусы и подлецы, причем нередко они как бы заслоняют для юных персонажей позитивный мир.

Дубов изображает молодых людей в пограничных ситуациях, когда они сохраняют верность себе или ломаются, когда беда вынуждает их повзрослеть.
— Вольфганг Казак
Искренность и правдивость прозы Дубова, достоверность описанных им коллизий вызвала интерес не только у юных, но и у взрослых читателей, была оценена по высоким литературным критериям. Об этом свидетельствует тот факт, что многие его произведения, включая обе части романа-дилогии «Горе одному», впервые увидели свет в самом авторитетном «толстом» журнале «Новый мир».
Произведения Дубова имеют большое познавательное значение. Они рассказывают о природе, о животных, о море, о трудовых процессах, историческом прошлом.
Николай Дубов входил в четверку ведущих русскоязычных писателей Киева, тесно друживших между собой (Н. И. Дубов, В. П. Некрасов, Л. Н. Волынский, М. Н. Пархомов), о которой писали как о «киевской школе современной русской прозы».
Умер 24 мая 1983 года в Киеве. Похоронен на Байковом кладбище.

## Награды и премии
- Вторая премия Всесоюзного конкурса на лучшую книгу для детей (1950) — за повесть «На краю земли».
- Государственная премия СССР (1970) — за роман «Горе одному»

## Произведения
- На краю земли, 1950
- Огни на реке, 1952
- Сирота, 1955
- Жёсткая проба, 1960. В 1967 году повести «Сирота» и «Жёсткая проба» объединены автором в роман-дилогию «Горе одному»
- Небо с овчинку, 1961
- Мальчик у моря, 1963
- Беглец, 1966
- У отдельно стоящего дерева, 1966
- Горе одному, 1967 роман
- Колесо Фортуны, 1978. Роман, служащий прямым сюжетным продолжением «Неба с овчинку», сочетает две временные плоскости: современный украинский колхоз, в который попадает насмешливо изображаемый турист из США, и XVIII век, где в саркастических тонах рисуется образ Екатерины II.
- Родные и близкие, 1980

### Основные издания
- Собрание сочинений в 3-х тт. — Москва: Детская литература, 1970—1971.
- Собрание сочинений в 3-х тт. — Москва: Молодая гвардия, 1989—1990.

## Экранизации
- 1953 — Огни на реке
- 1965 — Какое оно, море? (по повести «Мальчик у моря»)
- 1990 — Воспоминания без даты (по повести «Беглец»)

## Память
- На фасаде писательского дома Ролит в Киеве, где жил и работал Н. И. Дубов, в 1987 году установлена памятная доска, скульптор Н. Рапай.
- Имя Н. И. Дубова присвоено одной из детских библиотек Киева.